# اشلی اکشتاین
اشلی اکشتاین (انگلیسی: Ashley Eckstein؛ زادهٔ ۲۲ سپتامبر ۱۹۸۱) یک هنرپیشه اهل ایالات متحده آمریکا است. وی از سال ۲۰۰۱ میلادی تاکنون مشغول فعالیت بوده‌است.
او در فیلم طعمه راک اند رول بازی کرده‌است.